# Авторское право в Молдове
Авторское право в Молдавии — совокупность правовых норм в Молдавии, устанавливающих правовые отношения между авторами, издателями и обществом. Авторскими и смежными правами в Молдавии охраняются все произведения, выраженные в какой-либо объективной форме вне зависимости от того, были они обнародованы или нет.

## История
До распада СССР в Молдавской ССР действовало законодательство Советского Союза об авторском праве. C распадом СССР Молдавия получила независимость. В 1994 году она вступила в СНГ.
25 ноября 1991 года президент Мирча Снегур подписал Указ № 238 о Государственном агентстве Республики Молдова по авторским правам (ADA), подведомственное правительству и созданное для обеспечения охраны и законных интересов авторов литературных, научных, художественных произведений, в том числе смежных прав. 25 мая 1992 года, Указом президента № 120 было учреждено Государственное агентство по охране промышленной собственности (AGEPI) при Министерстве экономики и финансов Республики Молдова. Целью создания AGEPI стала правовая охрана промышленной собственности на территории республики. В 1995 году, в соответствии со статьей 37 Закона № 461 от 18.05.1995 и Постановлением Правительства № 743 от 31.12.1996, AGEPI получило статус государственного предприятия подведомственного Правительству. 1 января 1995 года в Молдавии вступил в силу Закон № 293-XIII от 23.11.1994 об авторском праве и смежных правах.
В 1993 году СНГ приняло Соглашение о сотрудничестве в области охраны авторского права и смежных прав. Основной задачей Соглашения было обеспечение на территориях бывшего СССР выполнения международных обязательств, которые действовали в Советском Союзе после ратификации Всемирной конвенции об авторском праве. Государства, подписавшие это Соглашение де-юре признавали правопреемственность СНГ от СССР в области применения норм ВКАП, принятую в 1973 году. В Молдавии Соглашение вступило в силу лишь в 1999 году.
С 1 января 2011 года в Молдавии вступил в силу новый Закон об авторском праве и смежных правах. Он заменил устаревший закон 1994 года. Функции и задачи Государственного агентства по интеллектуальной собственности в области авторского права и смежных прав прописаны в главе 4 нового закона. Закон был разработан AGEPI ещё в 2008 году, при его составлении агентству была оказана помощь Европейского союза. Благодаря этому новый закон стал совместим с важнейшими международными договорами в области охраны интеллектуальной собственности — Бернской конвенцией, Римской конвенцией, Соглашением ТРИПС, Договором ВОИС об авторском праве и Договором ВОИС об исполнениях и фонограммах, а также многочисленным директивам ЕС.

## Современное законодательство

### Регистрация авторских прав
Согласно статье 5 Закона, для защиты объектов интеллектуальной собственности в Молдавии регистрация не требуется. Однако, по мнению Анжелы Строич, директора Ассоциации авторского права и смежных прав, охрана прав и справедливое вознаграждение авторов в Молдавии возможны только при условии регистрации авторских прав.
Автор изначально имеет право на охрану авторского права на своё произведение в силу факта его создания. Для возникновения и осуществления авторского права не требуется регистрации произведения, иного специального оформления произведения или соблюдения каких-либо формальностей. Регистрация является важным доказательством в случае возникновения судебного разбирательства, в этом случае она может признаваться судебной инстанцией в качестве презумпции авторства, если не доказано иное.

### Объекты и субъекты авторских и смежных прав
В Республике Молдова авторское право автоматически распространяется на литературные, художественные и научные произведения, вне зависимости от цели их создания и их ценности. Они могут быть выражены в следующей форме:
- письменная (рукопись, машинопись, нотная запись и т. п.);
- устная (публичное исполнение и т. п.);
- звукозапись или видеозапись (механическая, магнитная, цифровая, оптическая и т. п.);
- визуальная (рисунок, эскиз, картина, план, фотокадр и т. п.);
- объёмно-пространственная (скульптура, модель, макет, сооружение и т. п.);
- прочие формы.

Объектами авторского права, согласно закону, являются:
- литературные произведения (рассказы, повести, романы, стихи и др.);
- компьютерные программы, охраняемые как литературные произведения;
- научные произведения;
- драматические и музыкально-драматические произведения, сценарии, сценарные планы, либретто, синопсисы фильмов;
- музыкальные произведения с текстом или без текста;
- хореографические произведения и пантомимы;
- аудиовизуальные произведения;
- произведения живописи, скульптуры, графики и другие произведения изобразительного искусства;
- произведения архитектуры, градостроительства и садово-паркового искусства;
- произведения прикладного искусства;
- фотографические произведения и произведения, полученные способами, аналогичными фотографии;
- карты, планы, эскизы и пластические произведения, относящиеся к географии, топографии, архитектуре и другим сферам науки;
- базы данных;
- прочие произведения.

Не охраняются авторским правом официальные документы нормативного, административного или политического характера (законы, судебные решения и др.), а также их официальные переводы, государственные символы и знаки (флаги, гербы, ордена, денежные знаки и др.), выражения фольклора, сообщения о новостях дня и о различных событиях, имеющие характер простой информации.
Субъектами авторского права являются авторы и правообладатели. Автором произведения считается физическое лицо, творческим трудом которого создано произведение. Правообладателем считается физическое (сам автор или другое лицо, уполномоченное автором) или юридическое лицо, обладающее имущественными правами.
Субъектами смежных прав являются исполнители, изготовители фонограмм, изготовители видеозаписей и организации эфирного или кабельного вещания. Смежные права осуществляются без ущерба авторскому праву. Для возникновения и осуществления смежных прав не требуется соблюдения каких-либо формальностей. При отсутствии доказательств иного физическое или юридическое лицо, чье имя или название указано обычным способом на записи исполнения, фонограмме, видеозаписи и на записи передачи, считается соответственно исполнителем, изготовителем фонограммы или видеозаписи, организацией эфирного или кабельного вещания.